# 九龍巴士252B線
九龍巴士252B線是香港一條單向由屯門（恒順園）開往尖沙咀的巴士路線，由九龍巴士營運，只於平日上午繁忙時間提供服務。

## 歷史
- 1992年4月27日：本線投入服務，與當時其他由屯門區開往九龍晨早特快線不同的是途經長沙灣道而不取道西九龍走廊。
- 2009年11月30日：配合九龍巴士52X線延長至旺角（柏景灣），本線改以西九龍走廊直達旺角，不再途經美孚站及長沙灣道，車費維持不變[2]。
- 2012年2月6日：本線開出時間改為07:20、07:35及07:50[3]。
- 2014年10月6日至2015年5月29日：港鐵與九巴合作推出試行計劃，西鐵綫全月通加強版乘客可毋須額外付費乘搭本線（只限星期一至五之班次）[4]
- 2015年6月27日：增設到站時間預報。[5]
- 2024年1月13日：星期六班次減至兩班，開出時間為07:30及07:50。[6]

## 服務時間及班次
屯門（恒順園）開：
- 星期一至五：07:20、07:35、07:50
- 星期六：07:30、07:50

星期日及公眾假期不設服務

## 收費
全程：$14.2
- 鴉蘭街往尖沙咀：$5.6

| - 本線設有12歲以下小童及65歲或以上長者半價優惠。 - 65歲或以上香港居民使用「樂悠咭」，以及12歲以下合資格殘疾兒童使用「殘疾人士身份」個人八達通繳付車資，均可享有每程$2.0或半價（以較低者為準）的票價優惠；12至64歲合資格殘疾人士使用「殘疾人士身份」個人八達通（包括「樂悠咭」），以及60至64歲香港居民使用「樂悠咭」繳付車資，均可享有每程$2.0或全費（以較低者為準）的票價優惠。 - 65歲或以上長者如使用長者或一般個人八達通繳付車資，則只可享有半價優惠；12至64歲合資格殘疾人士如不使用「殘疾人士身份」個人八達通，以及60至64歲人士如不使用「樂悠咭」繳付車資，必須繳付全費。 - 乘客可以現金或八達通於上車時付款，不設找續。 - 每位成人乘客可免費攜帶最多兩名4歲以下而不佔座位的兒童乘客乘車，超額之4歲以下小童必須繳付小童車費乘車。 - 持有「九巴月票」之乘客在車票有效期內，每日可享最多10程任何九龍巴士及龍運巴士路線（包括本路線，以及聯營路線的九龍巴士／龍運巴士提供的班次；惟乘搭機場「A」及「NA」線則可享原價二七折優惠（不會計算每天10次合資格車程））；而B1線則每日可享最多各2程（不會計算每天10次合資格車程）。 - 九龍巴士、城巴、龍運巴士及陽光巴士全職員工及家屬（不包括外判職員）可免費乘搭本路線，惟必須拍職員或職員家屬八達通。 - 乘客亦可透過多元化電子支付系統（e度嘟）繳付車資，包括使用非接觸式VISA卡、JCB卡、萬事達卡、銀聯卡、美國運通、大來國際、Discover Card、Apple Pay、Google Pay、Samsung Pay、AlipayHK「易乘碼」、支付寶、WeChatHK／微信支付「搭車碼」、銀聯雲閃付「乘車碼」及BOC Pay「乘車碼」。乘客使用此付款方式，使用此支付方式的乘客可享有中途下車之分段收費，以及與其他九巴／龍運獨營路線或聯營線九巴／龍運班次之轉乘優惠，惟不適用於與非九巴／龍運路線之轉乘優惠，亦不能享有「公共交通費用補貼計劃」及「長者及合資格殘疾人士公共交通票價優惠計劃」。 |

## 行車路線
經：青山公路（青山灣段、掃管笏段、大欖段）、小欖交匯處、屯門公路、荃灣路、葵涌道、荔枝角道、西九龍走廊、太子道西、荔枝角道及彌敦道。

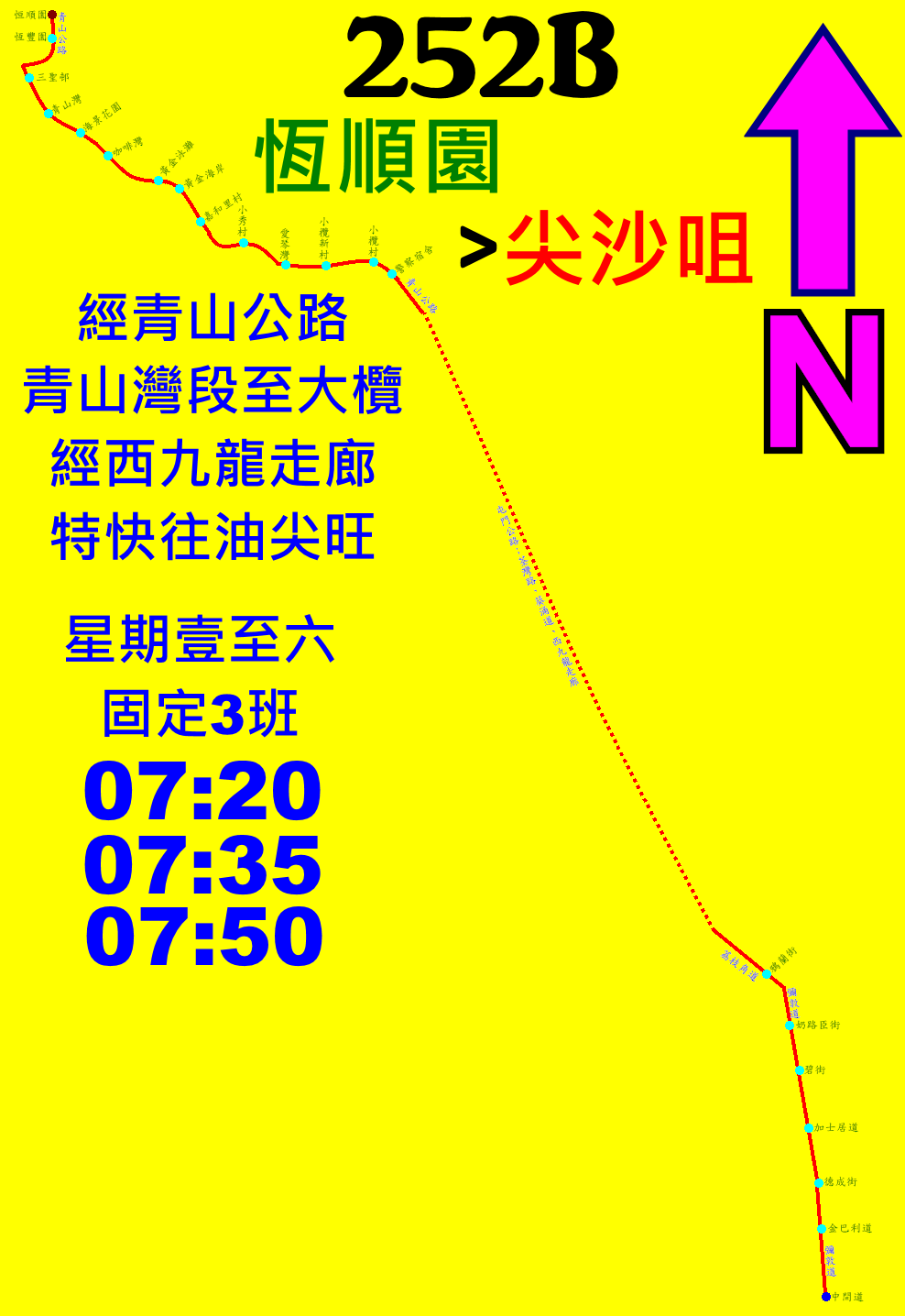
此線的走線圖

具體停站請參考資訊框

## 未來發展
運輸署考慮將本線繞入屯門公路巴士轉乘站，並與其他路線提供轉乘優惠。

## 外部連結
九巴
- 九龍巴士252B線 （页面存档备份，存于）

其他
- 九龍巴士252B線—681巴士總站 （页面存档备份，存于）
- 九龍巴士252B線—i-busnet.com （页面存档备份，存于）